# Stemmeværk
Et stemmeværk er en dæmning beregnet til at opmagasinere og kontrollere tilførslen af vand til den nedenstrøms del af et vandløb. Der sker ved at vandet holdes tilbage indtil stemmeværkets overkant (krone) nås og overløbet sætter ind.
Stemmeværket kan være forsynet med en port til regulering af vandstand og gennemstrømning, og kan være forbundet med en vandmølle, en vandturbine til produktion af elektricitet og en faunapassage, fx en fisketrappe.
Stemmeværket tjener også til at forhindre, at vandstanden i vandløbet under tørke bliver for lav til sejlads og til fiskenes vandring. Det kan også regulere transporten af sediment samt slitagen på brinken og den naturlige ændring i vandløbet, ligesom det kan være nyttigt for opsamlingen af vand til vandforsyning og til etablering af en menneskeskabt sø.